# Mahanarva bicolor
Mahanarva bicolor is een halfvleugelig insect uit de familie schuimcicaden (Cercopidae). De wetenschappelijke naam van deze soort is voor het eerst geldig gepubliceerd in 1862 door Victor Antoine Signoret.